# 김현성 필적
김현성 필적(金玄成 筆蹟)은 서울특별시 용산구 국립중앙박물관에 있는, 선조~광해군 때의 명필이던 남창(南窓) 김현성(金玄成, 1542~1621)이 1614년에 북애(北崖) 이증(李增, 1525~1600)의 절구와 율시 9편을 행서로 필사한 것이다. 2010년 1월 4일 대한민국의 보물 제1626호로 지정되었다.

## 개요
『김현성 필적(金玄成 筆蹟)』은 선조~광해군 때의 명필이던 남창(南窓) 김현성(金玄成, 1542~1621)이 1614년에 북애(北崖) 이증(李增, 1525~1600)의 절구와 율시 9편을 행서로 필사한 것이다. 이증은 한산이씨로 예조판서로서 아천군(鵞川君)에 봉해지고 의간공(懿簡公)에 추증되었다. 이에 관해서는 말미의 제사(題辭)에 그 사연이 적혀 있는데, 김현성이 이증의 아들 만사(晩沙) 이경함(李慶涵,1553~1627)과 교분이 있어 필사에 응하였던 것이다. 김현성은 조선전기부터 유행되던 송설체(松雪體)의 명가인데, 특히 성수침(成守琛, 1493~1564) 등의 영향을 받아 부드럽고 유려한 서풍으로 명성을 얻었다. 이 시첩의 글씨는 15세기 안평대군을 이은 16세기 조선화 된 송설체의 전형을 보여주고 있다. 63세의 노숙한 필치라는 점에서 현재까지 알려진 필적 가운데 가장 대표적인 예라고 할 수 있다. 바탕을 잘라 장황한 것을 제외하면 보존상태도 양호한 편이며, 특히 말미의 제사를 통해 필사동기와 연대를 알 수 있어 더욱 가치가 있다.

## 같이 보기
- 김현성

## 참고 자료
- 김현성 필적 - 국가유산청 국가유산포털